# Famille de Cartier
 (janvier 2025).

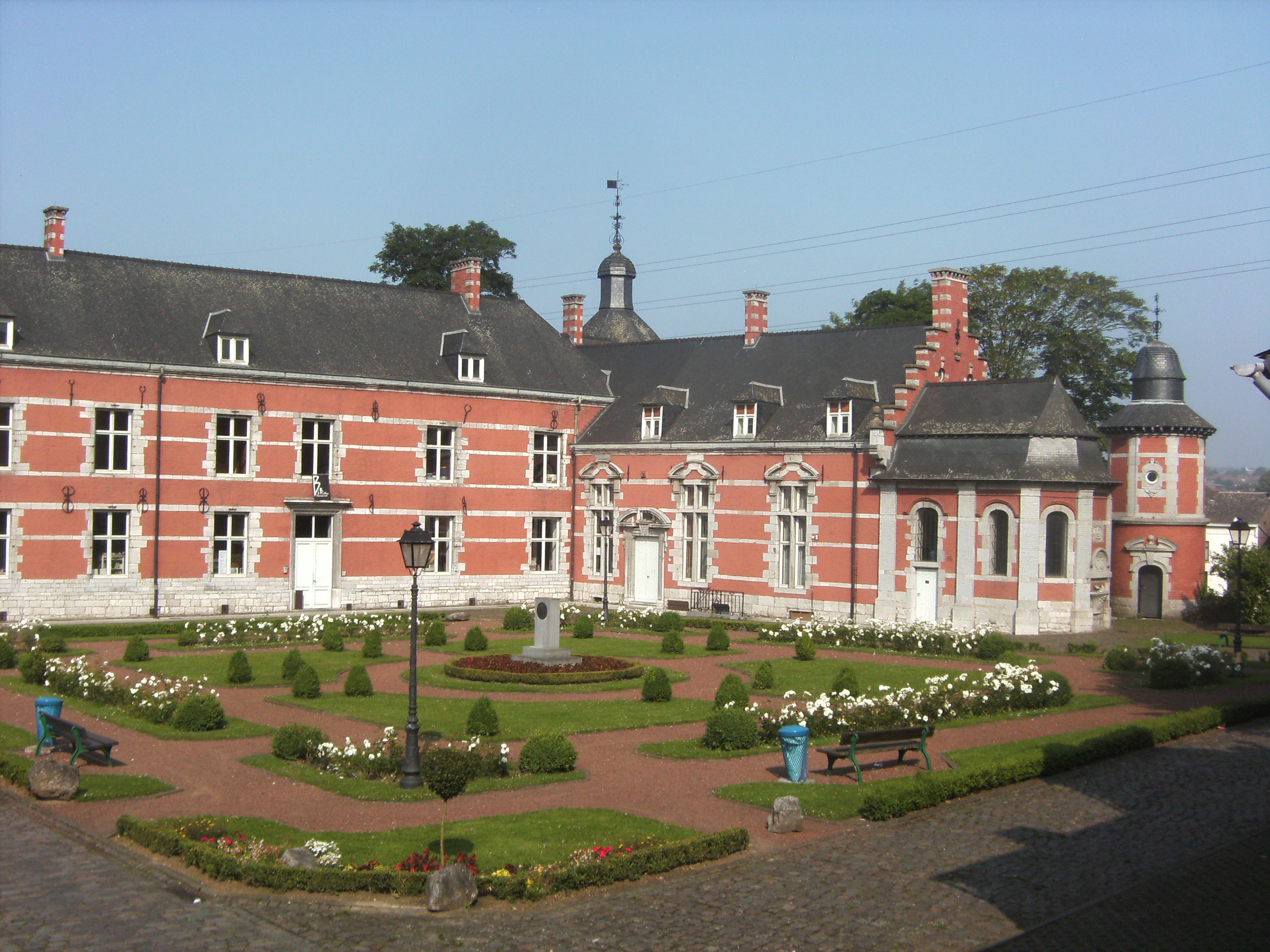
Château Bilquin-de Cartier à Marchienne-au-Pont

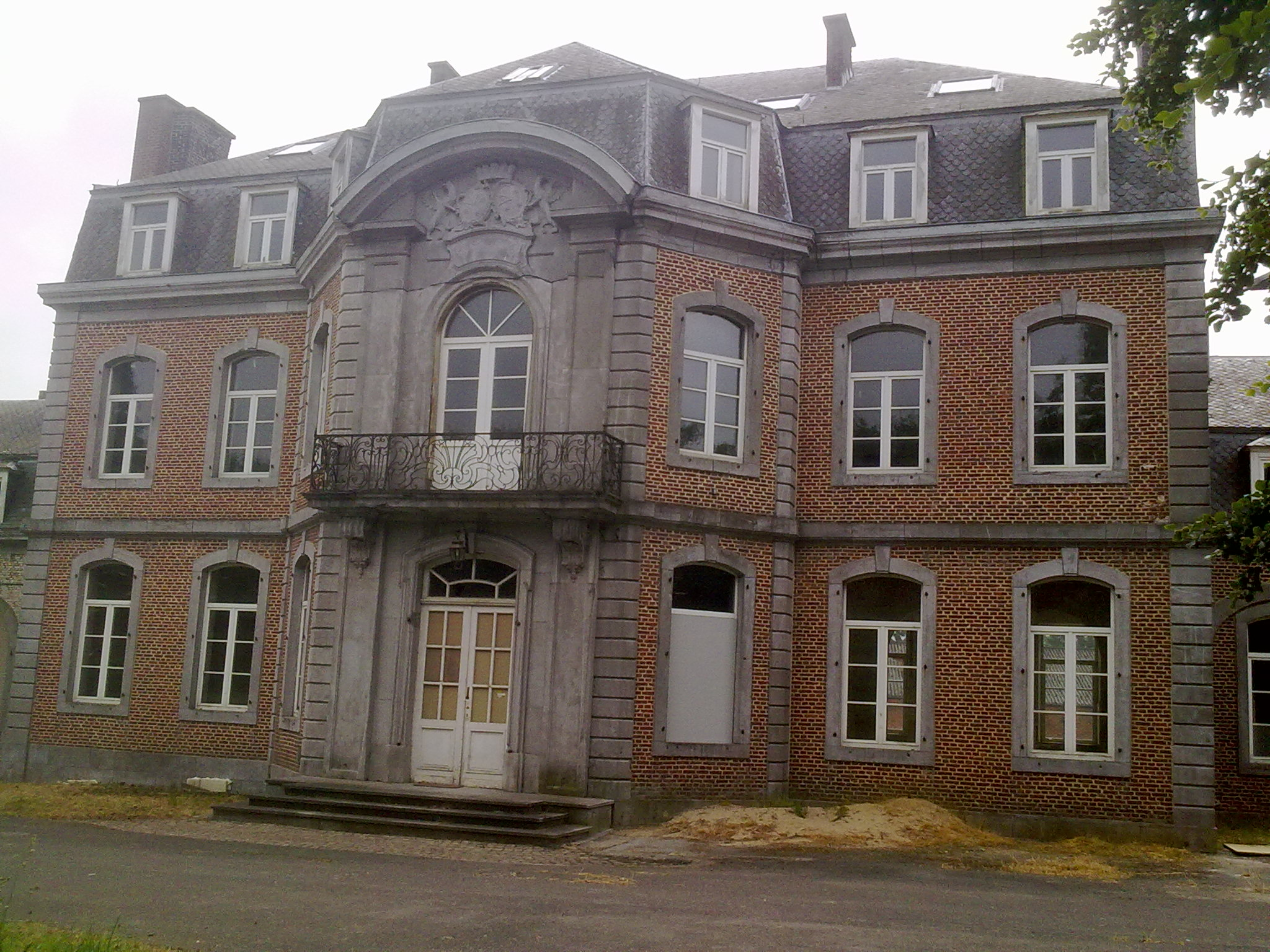
Château de Suarlée

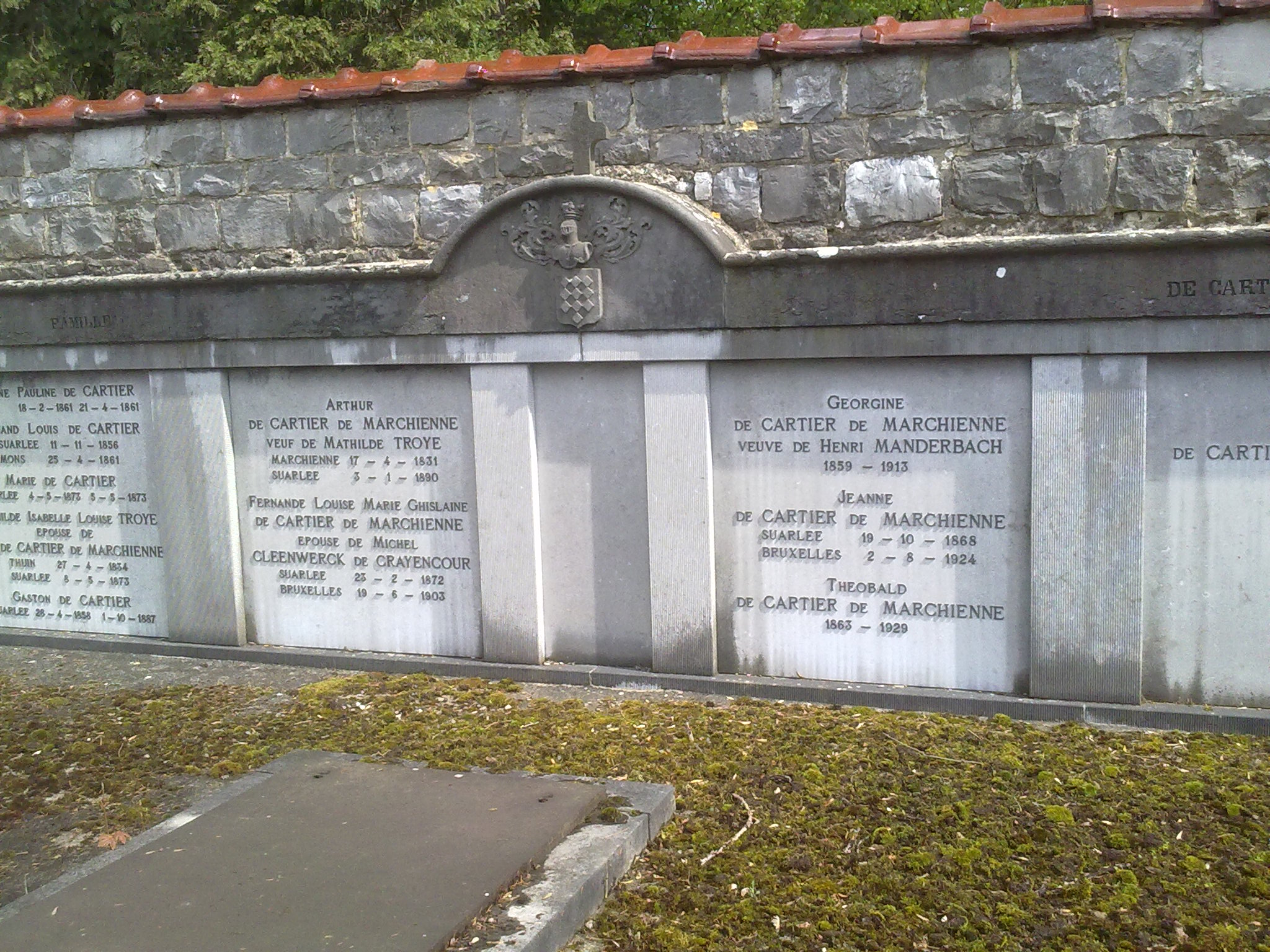
Monument funéraire de Cartier à Suarlée

La famille de Cartier (également connue sous les noms de de Cartier d'Yves et de Cartier de Marchienne) est une famille belge dont les membres ont occupé des fonctions officielles et ont exercé des activités industrielles sous l'Ancien Régime. En 1823 et 1826, plusieurs membres ont intégré la noblesse héréditaire du Royaume uni des Pays-Bas.

## Histoire
La famille de Cartier, initialement orthographiée « de Quartier », est une ancienne famille liégeoise dont la lignée prouvée remonte à 1455
Elle a donné naissance à des bourgmestres, des industriels et des politiciens. Au début du XVIIIe siècle, Jean-Arnould de Cartier était procureur général et trésorier du prince-évêque de Liège, et a été bourgmestre de Liège de 1702 à 1705. Les différentes branches familiales se sont dispersées dans les provinces de Liège et de Hainaut, et se sont également établies à Bruxelles.
Pierre-Robert de Cartier de Marchienne (1717-1790), seigneur de Marchienne et bourgmestre de Liège en 1768, fait partie des écrivains wallons liégeois, dans la filiation du chanoine de Harlez.
Au XXe siècle, la famille a également été mise en lumière dans une partie de la trilogie autobiographique de l'écrivaine Marguerite Yourcenar (1903-1987), intitulée Souvenirs Pieux. L'auteure y décrit les familles de son père, Cleenewerck de Crayencour, et de sa mère, la demoiselle Fernande de Cartier de Marchienne (1872-1903).

## Bourgmestres de Liège
Plusieurs membres de la famille de Cartier ont occupé le poste de bourgmestre de Liège :
- 1702 et 1715 : Jean-Arnoul de Cartier.
- 1722 et 1739 : Louis-Joseph de Cartier.
- 1723 et 1729 : Jean-Louis de Cartier.
- 1768 : Pierre-Robert de Cartier de Marchienne

## Noblesse
La renommée de la famille a atteint son apogée sous le Royaume uni des Pays-Bas. Six frères de Cartier ont été anoblis :
- 1823 : François de Cartier (1783-1828), reconnaissance de noblesse héréditaire, sans descendance.
- 1823 : Jean-Baptiste Louis de Cartier d'Yves, avec le titre de baron, transmissible par primogéniture ; en 1841, extension du titre à tous les descendants, avec une lignée subsistant jusqu'à nos jours.
- 1823 : Joseph-Ghislain de Cartier (1799-1844), reconnaissance de noblesse héréditaire, éteinte en 1965.
- 1826 : Englebert de Cartier (né en 1792), reconnaissance de noblesse héréditaire, marié à Almérie Despret (1796-1867). Branche familiale éteinte.
- 1826 : Charles-Joseph de Cartier (1796-1841), reconnaissance de noblesse héréditaire. Marié à Catherine Bosquet. Branche familiale éteinte en 1841.
- 1826 : Eugène-Amour de Cartier, avec le titre (belge) de baron en 1857, docteur en droit, bourgmestre de Watermael-Boitsfort. Marié à Pauline Garnier (1812-1868).

## Industrie
Au XIXe siècle, la famille est particulièrement active dans le développement industriel du bassin industriel liégeois et du Borinage. Elle exploite les fours de fusion de Zône. Elle fait partie des fondateurs de la Concession Houllière de la Réunion à Mont-sur-Marchienne et des Charbonnages de Grand-Conti et Spinois à Gosselies. Les investissements ne se sont pas toujours faits sans heurts et la famille a connu à certains moments de graves difficultés financières.
Sont à mentionner :
- François de Cartier, propriétaire de la forge « Ruffin » à Gougnies.
- Charles-Joseph, propriétaire des hauts-fourneaux à Zône près de Marchienne et Couillet.
- Joseph-Ghislain de Cartier, directeur des Moulins à vapeur de Marchienne-au-Pont et de la voie Marchienne-Charleroi.
- Eugène-Amour de Cartier, directeur des Moulins à vapeur de Marchienne-au-Pont, de la Poterie de Leeuw Saint-Pierre, du chemin de fer Sambre et Meuse et des voies Marchienne-Charleroi et Marchienne-Beaumont.
- Arthur de Cartier, directeur des Moulins à vapeur de Marchienne-au-Pont et de la voie Marchienne-Beaumont.

## Seigneurie Marchienne
La seigneurie de Marchienne est un fief féodal dépendant de la cour du prince-évêque de Liège. Elle est achetée en 1695 par le riche industriel Guillaume Bilquin. Sa fille, Marie-Agnès Bilquin, épouse Jean-Louis de Cartier, fils du trésorier du prince-évêque et bourgmestre de Liège. De 1725 à 1938, le château est la propriété de la famille de Cartier.
Le château de Marchienne date du XIe siècle. Il  est reconstruit et agrandi à plusieurs reprises. Vers 1635, un nouveau château est construit par la famille Honoré. Au XVIIIe siècle, il se compose de trois corps de logis à colonnes toscanes, entourant une cour d'honneur. En grande partie détruit par un incendie en avril 1932, il est racheté en 1938 par la commune de Marchienne qui le reconstruit. Depuis lors, il sert de bibliothèque communale.
En 1980, le château est classé en tant que monument et restauré en profondeur dans les années 1990. La bibliothèque publique porte le nom de Marguerite Yourcenar. Les étages supérieurs abritent les administrations de la Région wallonne.
La partie la plus ancienne du château est le porche d'entrée daté de 1699 avec les armoiries des familles Bilquin-Baillencourt. Sur le linteau de la porte d'entrée de l'aile nord, on trouve les armoiries des Cartiers. L'aile ouest abrite la chapelle du château et le pigeonnier de 1884.

## Seigneurie Yves(s)
Juste avant les révolutions, Louis d'Yve (1784-1821) vend les biens et la seigneurie d'Yve, avec les titres de marquis du Saint-Empire et de seigneur d'Yves, de Neufville, de Villers-deux-Eglises, de Vodecée, de Hiercherenne et de Vognée à Pierre-Louis de Cartier, seigneur de Marchienne.
Le titre de marquis disparaît lors de l'abolition de la noblesse en 1796. Il réapparaît comme titre officiel en 1822, pas pour de Cartier, mais pour Ferdinand Yve de Bavay (1749-1825) et à titre personnel pour Marie-Françoise del Halle (1762-1831), veuve de Louis d'Yve. Le fils de Pierre-Louis, Jean-Baptiste de Cartier, put quant à lui ajouter le nom de d'Yves à son patronyme et obtenir ainsi le titre baronnial en 1823, là où ses cinq frères sont simplement admis à la pairie en tant qu'écuyers.

## Brève généalogie
- Thomas de Cartier x Marie Renier.
  - Jean-Arnoul de Cartier (1648-1731) x Marie-Agnès Le Maître.
    - Jean-Louis de Cartier (-1753), jurisconsulte, x Marie de Bilquin (1697-1773).
      - Pierre-Louis-Alexandre de Cartier (1752-1811), dernier seigneur de Marchienne, x Anne-Catherine (de) Philippart (1761-1822) .
        - Jhr. François de Cartier (1783-1828), bourgmestre de Gerpinnes, x Henriette de Bruges (1761-1851). Pas de descendance.
        - Baron Jean-Baptiste Louis de Cartier d'Yves (1787-1852), propriétaire de hauts-fourneaux, membre des États provinciaux et député de Namur, membre du Sénat belge, x 1) Anne de Paul de Barchifontaine (1783-1817), 2) Marie-Thérèse de Paul de Maibe (1785-1851).  
          - Baron Louis de Cartier d'Yves (1820-1880) x Eliza Pick (1826-1900).
            - Baron Georges de Cartier d'Yves (1853-1926) x Isabelle de Cartier de Marchienne (1855-1917).
              - Baron Robert de Cartier d'Yves (1887-1968), x Yvonne Hermans (1886-1964).
                - Baron Christian de Cartier d'Yves (1916-1983), bourgmestre de Vliermaalroot, conseiller provincial du Limbourg, x Geneviève Moens de Hase (1918- ). Huit enfants.
                  - Baron Robert de Cartier d'Yves (1942-1988) x Mme Solange van den Hecke (née en 1948).
                    - Baron Christian de Cartier d'Yves (1974), juriste, chef de famille
                      - Baron Frédéric de Cartier d'Yves (2000), successeur probable comme chef de famille

            - Baron Alfred de Cartier d'Yves (1857-1926), x Marie-Blanche Darodes de Tailly (1861-1954). Trois fils, avec une nombreuse descendance.
              - Baron Ludovic de Cartier d'Yves (1884-1963), ingénieur des mines, directeur du ministère de l'Agriculture, échevin de Hamois, x Emma Martini (1890-1967).
                - Baron François de Cartier d'Yves (1920-2006), bourgmestre de Hamois, x Monique Delvaux de Fenffe (1922-2009). 12 enfants, avec une nombreuse descendance.

          - Baron Julien-Xavier de Cartier d'Yves (1822-1873), maire de Yves-Gomezée, x Thérèse de Paul de Barchifontaine (1817-1910). Branche éteinte.

        - Jhr. Englebert de Cartier (1792-1847), x Almérie Despret (1796-1867). Branche éteinte
        - Jhr. Charles de Cartier (1796-1841), propriétaire de hauts-fourneaux à Couillet, membre des états provinciaux de Namur, x Catherine Bosquet (née en 1790). Branche éteinte.
        - Jhr. Joseph Ghislain de Cartier (1799-1844), colonel de la garde civique et bourgmestre de Marchienne-au-Pont, x 1) Flore Dion, 2) Emilie de Pitteurs.
          - M. Arthur de Cartier de Marchienne (1831-1890), décédé après une longue maladie au château de Suarlée près de Namur, obtient par arrêté royal en 1887 la permission pour lui et ses enfants majeurs d'ajouter « de Marchienne » à son nom, d'après la seigneurie de Marchienne possédée par la famille sous l'Ancien Régime, x Mathilde Troye (1834-1873), fille de Louis Troye, gouverneur du Hainaut. Ils eurent 11 enfants.
            - Jkvr. Isabelle de Cartier de Marchienne (1855-1917) x Baron Georges de Cartier d'Yves (1853-1926).
            - Jkvr. Georgine de Cartier de Marchienne (1859-1913) x Henri Manderbach (1852-1903).
              - Jean-Henri Manderbach (1882-1945) x Marguerite Serweytens de Mercx (1889-1982), fille de Charles Serweytens.

            - Zoé de Cartier de Marchienne (1862-1904) x Hubert Delvaux (1849-1929) ; il s'est remarié avec Cécile Van Assche (1871-1959).
            - Jkvr Fernande de Cartier de Marchienne (1872-1903) x Michel René Charles Jean Cleenewerck de Crayencour[1] (1853-1929).
              - Marguerite Yourcenar (1903-1987), écrivain et première femme membre de l'Académie française.

          - M. Paul Emile de Cartier (1837-1887) x Louise Brown, également 'de Marchienne' à partir de 1887
            - Baron Emile de Cartier de Marchienne (1871-1946), ambassadeur, x Alice Draper-Colburn (1876-1907), xx Marie Dow (1873-1936).
            - Baron Arnold de Cartier de Marchienne (1886-1953) x Marguerite-Marie Moll (1888-1974).
              - Jhr. Jean-François de Cartier de Marchienne (1910-1944), conseiller d'ambassade, officier de la Marine royale, mort pour la patrie.

        - Baron Eugène-Amour de Cartier (Marchienne-au-Pont, 1803 - Auderghem, 1869), avocat, industriel, bourgmestre (1842-1847) de Watermael-Boitsfort (dont Auderghem faisait encore partie), conseiller provincial du Brabant, propriétaire du domaine et du château de Val Duchesse, obtient le titre transmissible de baron de première naissance en 1857, x Pauline Garnier (1812-1868).
          - M. Ernest-Paul de Cartier (1844-1887) x Coralie Gainon (1859-1926).
            - Jhr. Raoul de Cartier (1884-1941), colonel aviateur, x Josa Versteylen (1896-1983).
              - Baron Paul Ernest de Cartier (1920-1977), volontaire de guerre, x Solange van de Walle de Ghelcke (° 1937).
              - Baron Louis de Cartier de Marchienne (1921-2013), fils adoptif d'Emile de Cartier de Marchienne, x Viviane Emsens (née en 1929).
                - Jhr. Raoul de Cartier de Marchienne (° 1951) x Ilona comtesse von Wengersky (1959-2010).
                - M. Emile de Cartier de Marchienne (° 1957), x Christine Deudon de le Vielleuze (° 1960).
                - Jhr. Jean-Louis de Cartier de Marchienne (° 1962), x Elisabeth Laloux (° 1963). Les trois fils de Louis Cartier de Marchienne ont ensemble huit fils et sept filles.

              - Jhr. Raoul de Cartier (1924-1944), mort pour la patrie.